# Клён трёхцветковый
Клён трёхцветковый (лат. Acer triflorum, кит. 三花枫 san hua feng) — вид деревьев рода Клён (Acer) семейства Сапиндовые (Sapindaceae). Естественно произрастает в северном Китае (Хэйлунцзян, Гирин, Ляонин) и Корее.

## Описание
Листопадное дерево, достигающее в высоту 25 м, обычно меньше. Имеет желтовато-коричневую опадающую кору, состоящую скорее из древесных пластинок, в отличие от бумажных пластинок Клёна серого.
Листья противостоящие, с черешком 2,5-6 см и тремя листочками. Листочки 4-9 см длиной и 2-3,5 см шириной, с пильчатыми краями, центральный листочек одного размера с двумя крайними или чуть больше.
Плод — парная крылатка 3,5-4,5 см длиной, 1,3-2 см шириной, опушен, орешек заключён в древесную оболочку.
Даже более чем родственные виды, клён трёхцветковый окрашивается осенью в великолепные цвета, которые могут включать в себя оранжевый, ярко-красный, пурпурный и золотой. Это один из немногих видов клёна, имеющих яркую осеннюю окраску и в затенённых условиях.

## Классификация
Клён трёхцветковый родственен таким видам как Клён маньчжурский (Acer mandshuricum) и Клён серый (Acer griseum) и входит вместе с ними в секцию Trifoliata.

### Таксономия
|  |                                      |  |                                                       |                                                       |                      |  | ещё 8 семейств (согласно Системе APG II) | ещё 8 семейств (согласно Системе APG II) |                        |  |  |  | ещё более 100 видов |
|  |                                      |  |                                                       |                                                       |                      |  | ещё 8 семейств (согласно Системе APG II) | ещё 8 семейств (согласно Системе APG II) |                        |  |  |  | ещё более 100 видов |
|  |                                      |  |                                                       | порядок Сапиндоцветные                                |                      |  |                                          |                                          | род Клён               |  |  |  |                     |
|  |                                      |  |                                                       | порядок Сапиндоцветные                                |                      |  |                                          |                                          | род Клён               |  |  |  |                     |
|  | отдел Цветковые, или Покрытосеменные |  |                                                       |                                                       | семейство Сапиндовые |  |                                          |                                          | вид Клён трёхцветковый |  |  |  |                     |
|  | отдел Цветковые, или Покрытосеменные |  |                                                       |                                                       | семейство Сапиндовые |  |                                          |                                          |                        |  |  |  |                     |
|  |                                      |  | ещё 44 порядка цветковых растений (по Системе APG II) | ещё 44 порядка цветковых растений (по Системе APG II) |                      |  |                                          | ещё 140—150 родов                        | ещё 140—150 родов      |  |  |  |                     |
|  |                                      |  |                                                       | ещё 44 порядка цветковых растений (по Системе APG II) |                      |  |                                          |                                          | ещё 140—150 родов      |  |  |  |                     |

## Культивирование
Этот вид был впервые введён в культуру в 1923 году. Хотя он довольно обычен в коллекциях клёнов, его редко можно увидеть за пределами дендрариев.
Растёт медленно или с умеренной скоростью, предпочитает влажные, хорошо дренированные почвы; часто растёт в культуре в виде куста. В сравнении с родственными видами он сравнительно вынослив к сухости и содержанию глины в почве. Не выносит влажной и утрамбованной почвы. Размножение похоже на размножение Acer griseum и число жизнеспособных семян также мало.
В Санкт-Петербурге, в парке Ботанического сада Петра Великого БИН РАН плодоносит.
В Великобритании самые большие экземпляры достигают 13 м в высоту и диаметра ствола 60 см (Tree Register of the British Isles). В США взрослые экземпляры можно увидеть в арборетуме Арнолд, Массачусетс, Бостон.